# Wissenbach (Reuss)
Der Wissenbach ist ein rund 9 km langer Bach im Kanton Aargau und ein linker Zufluss der Reuss. Er entwässert einen Landstreifen am östlichen Abhang des Lindenbergs in den Gemeinden Beinwil (Freiamt) und Merenschwand und fliesst in der Reussebene in den Binnenkanal westlich des Hochwasserschutzdamms.

## Geographie

### Verlauf
Die Wissenbachquellen liegen auf der Westseite von Schloss Horben in der grossen Rodungslichtung der Horbenmatt auf dem Lindenberg unmittelbar an der Kantonsgrenze zu Luzern. Die Quellbäche sind als Entwässerungsrinnen begradigt und grösstenteils in Rohre verlegt. Beim Schloss Horben speist der Wissenbach den kleinen Schlossweiher.
Auf dem Lindenberg liegen nahe bei Schloss Horben auch die Quellen des Sembachs und der Bünz, die neben dem Einzugsbereich des Wissenbachs den Ostabhang des Lindenbergs entwässern.
Vom Weiher aus unterquert der Bach einen Strassendamm und fliesst danach in nordöstlicher Richtung in das Horbentobel im Buechhölzli und durch den Rinderwald in das Brandtobel westlich der Ortschaft Beinwil im Freiamt.  Er nimmt von links das Rinderweidbächli und mehrere kurze Seitenbäche aus der Feldflur von Brunnwil auf, darunter das Tobelweidbächlein, passiert unterwegs das Tschöpplitobel und erreicht am Nordrand des Dorfes Beinwil die obere, unbewaldete Landschaftsstufe über dem Reusstal. Nordöstlich von Beinwil münden der fast auf der ganzen Länge eingedolte Bach aus der Flur Wiehnacht und ein Bach aus dem Chirchfeld in den Wissenbach, der danach von der Weiermatt nach Norden durch ein flaches Tälchen über einer eiszeitlich entstandenen Moränenstufe nach Benzenschwil, einem Ortsteil der Gemeinde Merenschwand, fliesst. Bei der Eisenbahnhaltestelle von Benzenschwil an der Bahnlinie Lenzburg–Rotkreuz der SBB mündet von Süden der durch Rüstenschwil und Wallenschwil fliessende Büntebach in den Wissenbach.
In einem tiefen Tal durch die untere Seitenmoräne erreicht der Wissenbach das Oberdorf von Merenschwand. Der Bach hat in diesem Abschnitt stellenweise unter der Schotterüberdeckung den anstehenden Molassefelsen angegraben. Südlich von Muri und im Merenschwander Wald mit mehreren Sumpf- und Feuchtzonen entspringen mehrere Bäche, die oberhalb der Ortschaft in den Wissenbach münden. Dieser speist am Waldrand zwei grosse Mühlenweiher und passiert die alte Mühle und Sägerei, den Ortsteil Burg und die untere Mühle von Merenschwand, bevor er östlich der Kirche in einen bei der Sanierung der Reusstalebene angelegten tiefen Kanal einmündet. Der Kanal hat einen geschwungenen Verlauf an den Naturschutzgebieten Schoregrindel, Siebeneiche und Wasserfalle und mehreren Weihern vorbei und endet südlich der Reussbrücke von Ottenbach im Reusskanal.  In der Reussebene mündet von links der Entwässerungskanal Güllerigraben in den Wissenbach.
Am Wissenbach befindet sich unterhalb von Merenschwand eine Messstation, die seit dem Jahr 1980 in Betrieb ist.

Bachimpressionen
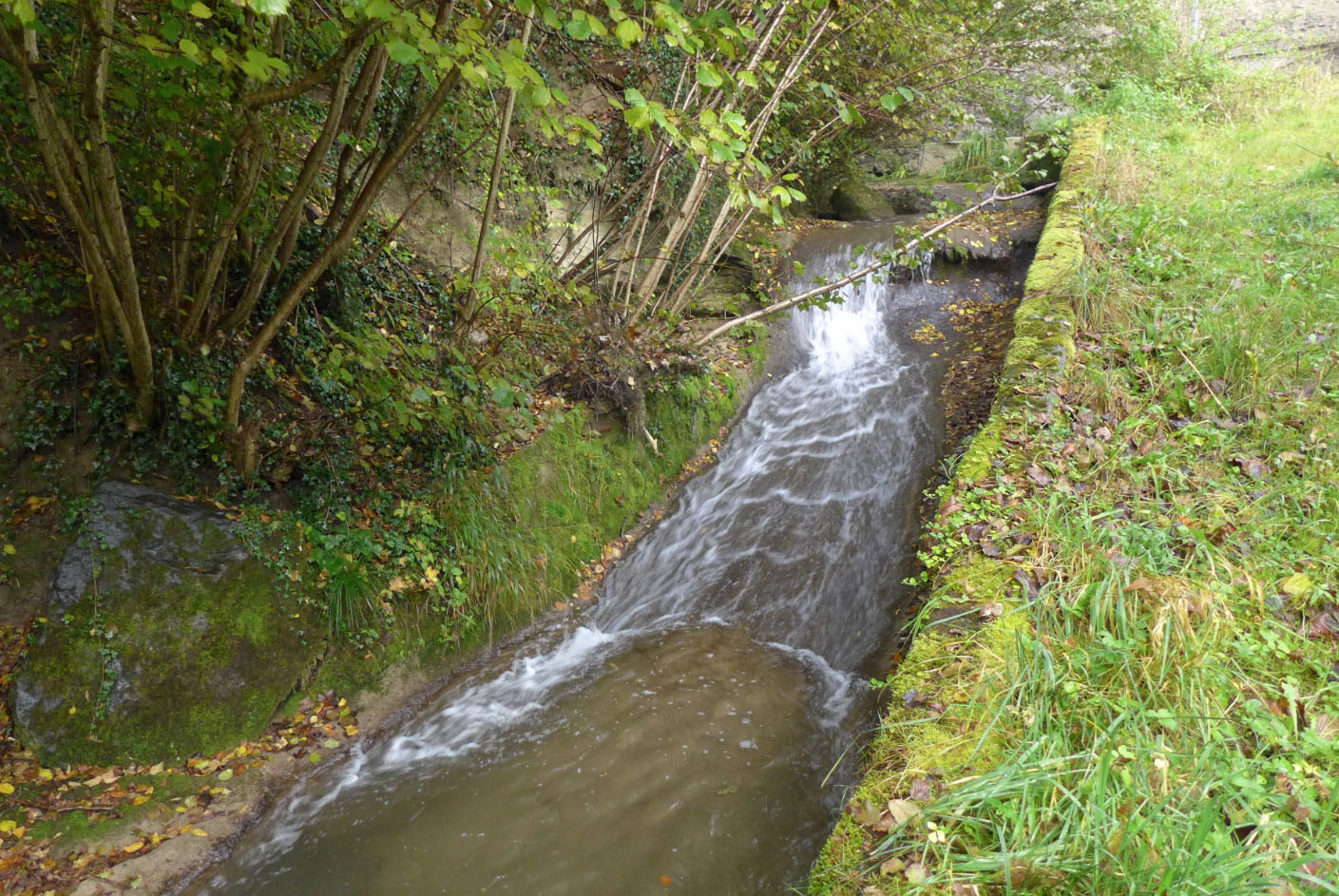
Bachbett im Sandstein
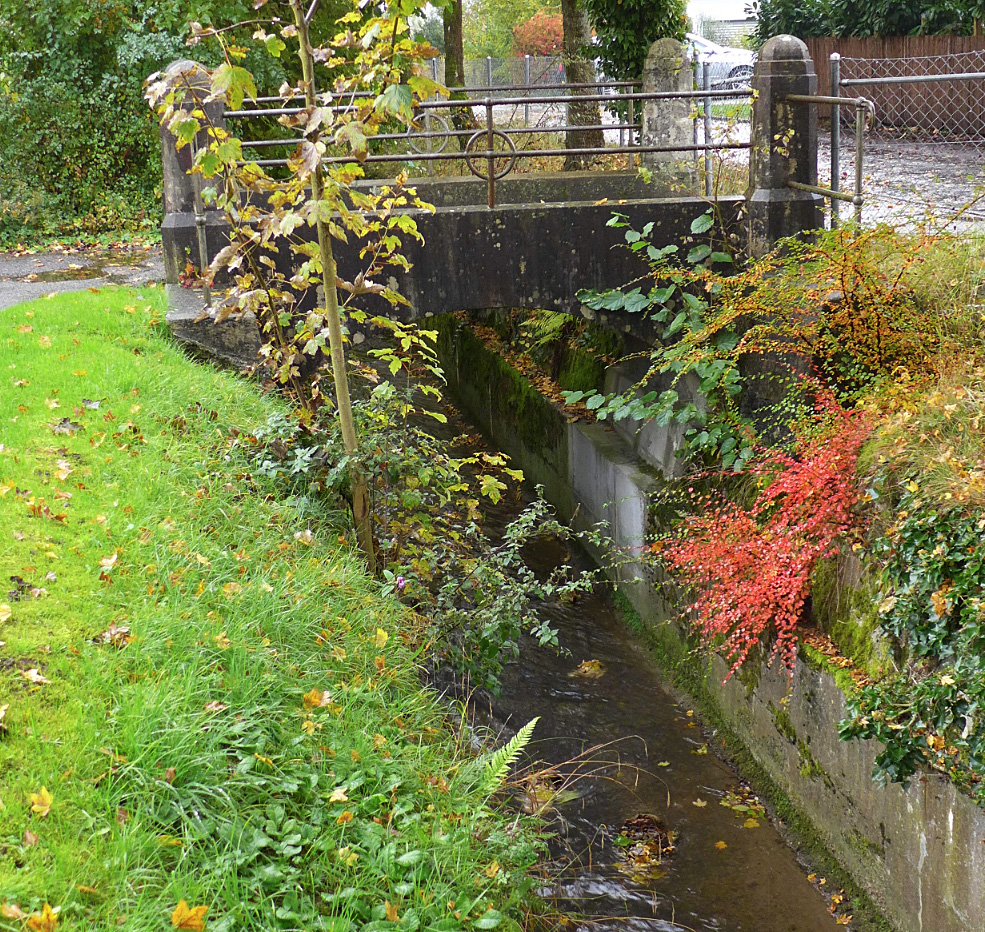
Brücke bei der Kirche von Merenschwand über der Wissenbachrinne
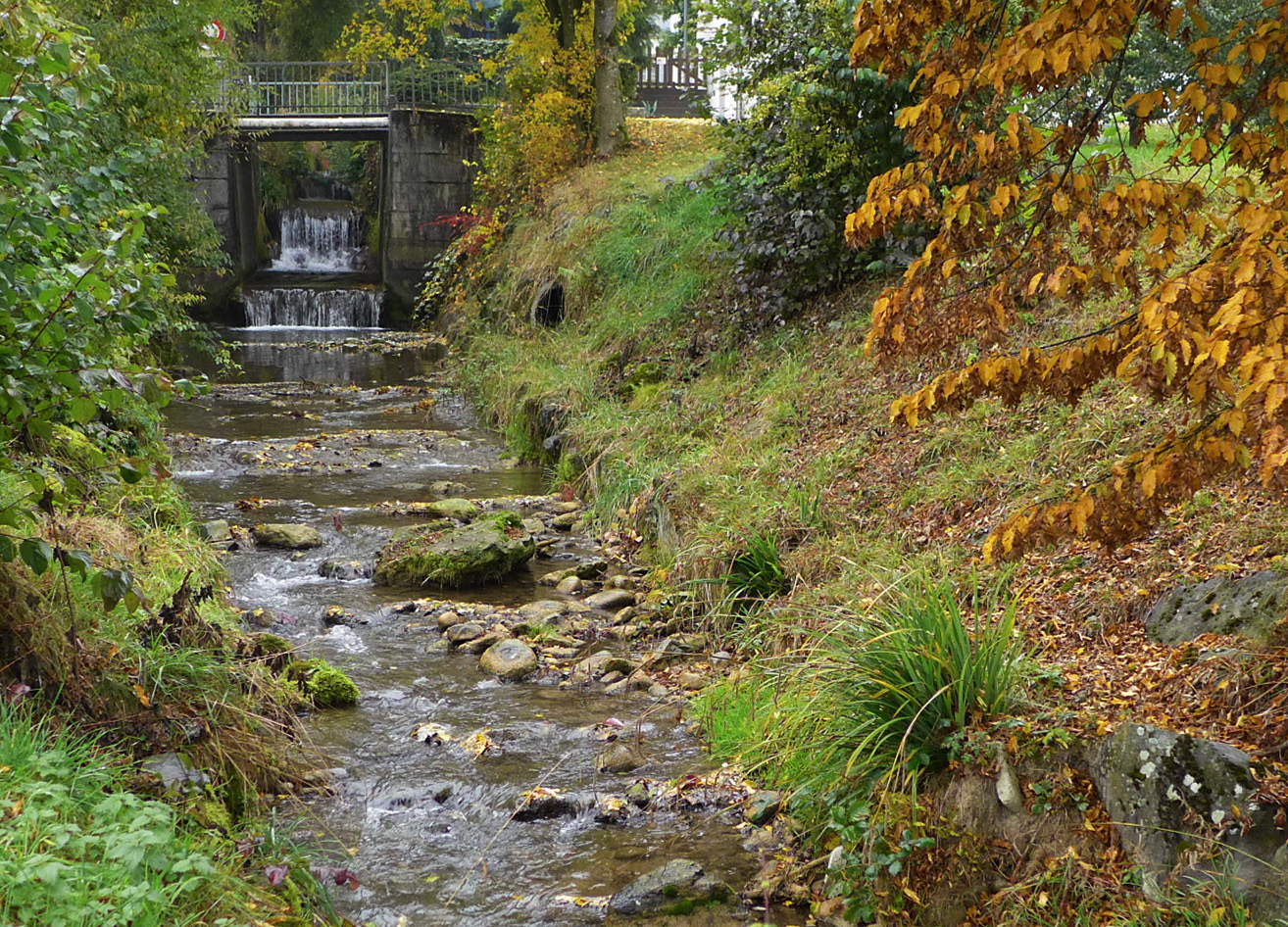
Wissenbach bei Merenschwand

### Einzugsgebiet
Das Einzugsgebiet des Wissenbachs ist 13,59 km² gross und besteht zu 19,2 % aus bestockter Fläche, zu 68,6 % aus Landwirtschaftsfläche, zu 9,8 % aus Siedlungsfläche und zu 2,3 % aus unproduktiven Flächen.
Die Flächenverteilung
Die mittlere Höhe des Einzugsgebietes beträgt 513 m ü. M., die minimale Höhe liegt bei 349 m ü. M. und die maximale Höhe bei 851 m ü. M.

## Hydrologie
Bei der Mündung des Wissenbachs in die Reuss beträgt seine modellierte mittlere Abflussmenge (MQ) 0,27 m³/s. Sein Abflussregimetyp ist pluvial inférieur, und seine Abflussvariabilität beträgt 25.